# بلوط (فیلم)
بلوط (به رومانیایی: Balanţa) یک فیلم درام رومانیایی به کارگردانی لوچیان پینتیلیه است که در سال ۱۹۹۲ منتشر شد. این فیلم در بخش رقابت‌های جشنواره فیلم کن ۱۹۹۲ به نمایش درآمد.

## بازیگران
- مایا مورگنشترن
- رزوان واسیلسکو
- ویکتور ربنجوک
- دورل ویشان
- گئورگه ویسو
- ماریانا میهوتس
- ویرجیل آندریسکو
- مارچل یورش
- یوان فیسکوتئانو
- آریستیده تیکا
- تانیا پوپا
- جورجه الکساندرو
- امیل هوسو
- آدریان تیتیئنی
- واسیله پوپا
- کنتستانتین دراگانسکو
- والنتین اوریتسکو
- میتیکا پوپسکو
- لئوپولدینا بالانوتسا
- دان کوندوراکه